# Tamantirto
Tamantirto is een bestuurslaag in het regentschap Bantul van de provincie Jogjakarta, Indonesië. Tamantirto telt 25.748 inwoners (volkstelling 2010).